# Distrikt Lucre (Quispicanchi)
Der Distrikt Lucre liegt in der Provinz Quispicanchi der Region Cusco in Südzentral-Peru. Der Distrikt wurde am 17. Januar 1941 gegründet. Er hat eine Fläche von 118,78 km². Beim Zensus 2017 lebten 4606 Einwohner im Distrikt. Im Jahr 1993 lag die Einwohnerzahl bei 3804, im Jahr 2007 bei 3850. Die Distriktverwaltung befindet sich in der Kleinstadt Lucre mit 2612 Einwohnern (Stand 2017). Lucre liegt knapp 30 km ostsüdöstlich der Regionshauptstadt Cusco. 

## Geographische Lage
Der Distrikt Lucre befindet sich in den Anden im äußersten Westen der Provinz Quispicanchi. Die 3162 m hoch gelegene Kleinstadt Lucre befindet sich im Flusstal des Río Lucre, einem Zufluss des weiter nördlich verlaufenden Río Vilcanota (Oberlauf des Río Urubamba). Bei Lucre befindet sich das Feuchtgebiet Lucre-Huacarpay. Im Norden umfasst der Distrikt das untere Flusstal des Río Huatanay bis zu dessen Mündung in den Río Vilcanota.
Der Distrikt Lucre grenzt im Norden an den Distrikt Oropesa, im Nordosten an die Distrikte San Salvador (Provinz Calca) und Caicay (Provinz Paucartambo), im Osten an den Distrikt Andahuaylillas, im Süden an die Distrikte Rondocan (Provinz Acomayo) und Paruro (Provinz Paruro) sowie im Südwesten an die Distrikte Yaurisque (ebenfalls in der Provinz Paruro) und San Jerónimo (Provinz Cusco).